# Ricky Rosselló

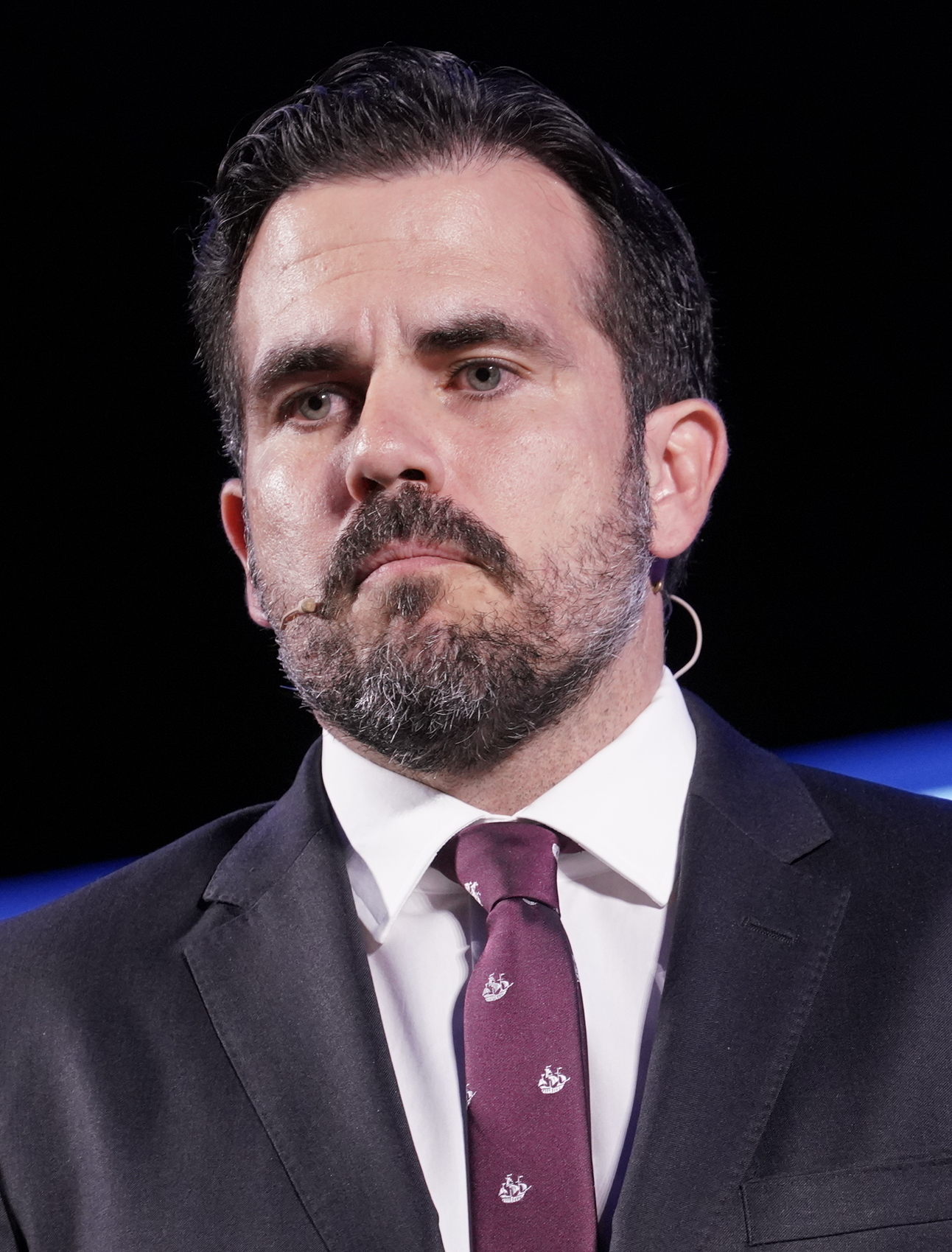
Ricky Rosselló (2019)

Ricardo Antonio „Ricky“ Rosselló Nevares (* 7. März 1979 in San Juan, Puerto Rico) ist ein puerto-ricanischer Politiker. Er war von 2. Januar 2017 bis 2. August 2019 Gouverneur von Puerto Rico.

## Werdegang
Ricky Rosselló ist ein Sohn des früheren Gouverneurs von Puerto Rico Pedro Rosselló. Er studierte an der University of Michigan in Ann Arbor und am Massachusetts Institute of Technology. Später arbeitete er als Forscher an der Duke University. Sein Spezialgebiet ist die Stammzellenforschung. Er kehrte schließlich nach Puerto Rico zurück, wo er eine politische Laufbahn einschlug. Er wurde Mitglied der Partido Nuevo Progresista (PNP) und auf US-amerikanischer Bundesebene der Demokratischen Partei. Er tritt für die Aufnahme Puerto Ricos als 51. Bundesstaat in die Vereinigten Staaten ein. Darin sieht er die besten Voraussetzungen für einen wirtschaftlichen Aufschwung.
Bereits seit 2012 war Ricky Rosselló als möglicher Kandidat für die Gouverneurswahlen im Jahr 2016 im Gespräch. Am 19. September 2015 gab er seine Kandidatur offiziell bekannt. Am 5. Juni 2016 setzte er sich in den Vorwahlen seiner Partei gegen den bisherigen Vertreter Puerto Ricos im US-Repräsentantenhaus (Resident Commissioner) Pedro Pierluisi durch. Bei der Wahl schlug er am 8. November 2016 den früheren Secretary of State von Puerto Rico David Bernier. Am 2. Januar 2017 trat er sein Amt als Nachfolger von Alejandro García Padilla an. Dieser hatte 2016 nicht mehr kandidiert.
Im Juli 2019 fanden im Zuge des Telegramgate genannten Skandals Großdemonstrationen gegen die Regierung Rossellós statt, nachdem von der NGO für investigativen Journalismus Centro de Periodismo Investigativo zahlreiche private Telegram-Chatnachrichten veröffentlicht wurden, die u. a. von Rosselló um den Jahreswechsel 2018/19 verfasst worden waren und in denen er sich sexistisch und homophob über viele Puerto-Ricaner und respektlos gegenüber den Opfern von Hurrikan Maria geäußert haben soll. Dazu kam ein Korruptionsskandal, bei dem die puerto-ricanische Bildungsministerin Julia Keleher vom FBI festgenommen worden war. Rosselló lehnte vorerst einen geforderten Rücktritt als Gouverneur ab, kündigte aber an, für die Wahl 2020 nicht mehr anzutreten und als Chef der PNP zurückzutreten. Am 24. Juli kündigte er schließlich an, zum 2. August 2019 auch sein Amt als Gouverneur niederzulegen. Damit wurde Rosselló der erste Regierungschef des US-Territoriums, der sein Amt vorzeitig zurücklegt.
Die Suche nach einem Nachfolger gestaltete sich zunächst schwierig, da der Posten des Vizegouverneurs zu diesem Zeitpunkt unbesetzt war und die nächste in der Rangfolge, Justizministerin Wanda Vázquez, verzichtete. In der Folge nominierte Rosselló den ehemaligen Vertreter Puerto Ricos im US-Repräsentantenhaus, Pedro Pierluisi, zum Staatssekretär und somit zum verfassungsmäßigen Nachfolger als Gouverneur. Allerdings war Pierluisi bei seiner Angelobung am 2. August noch nicht – wie gesetzlich vorgesehen – vom puerto-ricanischen Senat bestätigt worden. Daher ist es wahrscheinlich, dass die Angelobung rechtlich angefochten werden wird.